# Adrian Willaert
Adrian Willaert (c. 1490 – Veneza, 7 de dezembro de 1562) foi um compositor flamengo da música renascentista e fundador da Escola veneziana.
Foi um dos membros mais representativos da geração dos compositores nórdicos que se mudaram para a Itália e transplantaram o estilo franco-flamengo para lá.

## Biografia
Adrian Willaert nasceu em Bruges, em 1480. Em 1527 foi nomeado regente do coro da basílica de San Marco em Veneza. Neste posto e nesta basílica, o regente experimentou técnicas de alternar o coro nos dois balcões superiores. Cronologicamente e tematicamente, Adrian Willaert está agrupado em uma fase pre-barroca do maneirismo.

## Mídia
- Le dur travailⓘ

## Gravações
- 1993 - Renaissance-polyfonie in Brugge. The Songbook of Zeghere van Male. Capilla Flamenca. Eufoda 1155. Contains a recording of Mon petit cueur by Adriaen Willaert.
- 2003 - Canticum Canticorum. In Praise of Love: The Song of Songs in the Renaissance. Capilla Flamenca. Eufoda 1359. Contains a recording of Ave regina caelorum by Adriaen Willaert.